# Pendleton Township (Missouri)
Pendleton Township est un ancien township, situé dans le comté de Saint-François, dans le Missouri, aux États-Unis,.
Le township est fondé en 1821.

### Source de la traduction
- (en) Cet article est partiellement ou en totalité issu de l’article de Wikipédia en anglais intitulé « Pendleton Township, Saint Francois County, Missouri » (voir la liste des auteurs).